# Tangjiagang-Kultur
Die Tangjiagang-Kultur (chinesisch 汤家岗文化, Pinyin Tangjiagang wenhua, englisch Tangjiagang Culture) war eine neolithische Kultur im mittleren Jangtsekiang-Gebiet in China. Sie wird auf eine Zeit von etwa 5050–4450 v. Chr. datiert.
Die namensgebende Tangjiagang-Stätte (汤家岗遗址) im Dorf Liujia 刘家村 der Gemeinde Anquan 安全乡 des Kreises Anxiang der chinesischen Provinz Hunan wurde 1977 entdeckt und später in mehreren Grabungen ausgegraben, eine weitere, die Dingjiagang-Stätte (丁家岗遗址), im Kreis Li, Hunan, im Jahr 1979. Die Chengtoushan-Stätte erbrachte ebenfalls Funde der Tangjiagang-Kultur und liefert wichtige Informationen über die Geschichte des Reisanbaus.